# Nikola Žigić
Nikola Žigić (cyr. Никола Жигић ur. 25 września 1980 w Bačkiej Topoli) – serbski piłkarz grający na pozycji napastnika.

## Kariera klubowa
Žigić zaczynał karierę w miejscowości w klubie o nazwie AIK Bačka Topola. Potem na krótko trafił do klubu Mornar Bar, a w 2002 roku trafił do słynnej Crvenej zvezdy Belgrad. Jednak w sezonie 2002/2003 był dwukrotnie wypożyczany do innych klubów: Kolubary Lazarevac i Spartaka Subotica. Dopiero od 2003 roku zaczął występować w pierwszym składzie Crvenej zvezdy. Žigić dwukrotnie był wybierany Najlepszym Piłkarzem Ligi Serbii i Czarnogóry – w latach 2003 i 2005. Wielkie wrażenie zrobił w Pucharze UEFA w sezonie 2005/2006, w której bardzo dobrze spisywał się w linii ataku Crvenej zvezdy. Zapamiętany zwłaszcza został jego gol w meczu z AS Romą zdobyty z ponad 30 metrów. W 2006 roku został zawodnikiem klubu hiszpańskiej Primera División Racingu Santander, do którego przeszedł za sumę 4 milionów euro. W letnim oknie transferowym w 2007 roku przeszedł do Valencii, w barwach której zdobył Puchar Króla Hiszpanii w 2008 roku. Po przyjściu do klubu nowego trenera, Unaia Emerego, Žigić był pomijany w ustalaniu składu w meczach ligowych, zagrał jedynie w 3 spotkaniach Pucharu UEFA, w których zdobył 2 bramki i 1 spotkaniu Copa del Rey (1 bramka). 31 grudnia 2008 roku został wypożyczony do swojego wcześniejszego klubu, Racingu Santander. W rundzie wiosennej w barwach tego klubu rozegrał 19 spotkań, w których strzelił 13 bramek. Po zakończeniu sezonu wrócił do Valencii.
26 maja 2010 roku podpisał czteroletni kontrakt z Birmingham City. Kwoty transferu nie ujawniono.

## Kariera reprezentacyjna
W reprezentacji Serbii i Czarnogóry Žigić debiutował 16 listopada 2003 roku w przegranym 3:4 meczu z reprezentacją Polski. Przyczynił się do awansu reprezentacji Plavich do finałów Mistrzostw Świata w Niemczech. Wielką rolę odegrał zwłaszcza w meczu z reprezentacją Hiszpanii w Madrycie. Serbowie przegrywali 0:1 i w drugiej połowie selekcjoner Ilija Petković zdecydował się na wstawienie Žigicia. Nikola przeprowadził świetną akcję, po której Mateja Kežman zdobył wyrównującego gola, a remis znacznie przybliżył Serbów do mistrzostw. W ostatnim meczu z reprezentacją Bośni i Hercegowiny także jego podanie otworzyło drogę do bramki Kežmanowi i dzięki tej bramce Plavi awansowali do MŚ.
Bardzo dobry sezon w wykonaniu Nikoli spowodował, że Ilija Petković powołał go do 23-osobowej kadry na finały Mistrzostw Świata 06. W finałach zagrał w pierwszym meczu przegranym 0:1 z reprezentacją Holandii od 46 minuty oraz w ostatnim pożegnalnym meczu z mistrzostwami – przegranym 2:3 z reprezentacją Wybrzeża Kości Słoniowej i w tym właśnie meczu zdobył swoją jedyną bramkę w tym turnieju.

## Osiągnięcia
- FK Crvena zvezda Belgrad
  - Mistrzostwo Serbii i Czarnogóry: 2003/2004, 2005/2006
  - Puchar Serbii i Czarnogóry: 2003/2004, 2005/2006
- Valencia CF
  - Puchar Króla Hiszpanii: 2007/2008
- Indywidualne
  - Król strzelców Ligi Serbii i Czarnogóry: 2003/2004[4]
  - Najlepszy piłkarz Ligi Serbii i Czarnogóry: 2003, 2005[5]
  - Najlepszy Serbski piłkarz grający za granicą: 2006, 2007[5]

## Statystyki
Stan na koniec sezonu 2012/2013. Statystyki na podstawie National Football Teams
| Sezon   | Klub                     | Kraj                | Rozgrywki             | Mecze | Bramki |
| ------- | ------------------------ | ------------------- | --------------------- | ----- | ------ |
| 1998/99 | AIK Bačka Topola         | Jugosławia          | niższa liga           | 14    | 8      |
| 1999/00 | AIK Bačka Topola         | Jugosławia          | niższa liga           | 28    | 28     |
| 2000/01 | AIK Bačka Topola         | Jugosławia          | niższa liga           | 30    | 30     |
| 2001/02 | AIK Bačka Topola         | Jugosławia          | niższa liga           | 4     | 2      |
| 2001/02 | Mornar Bar               | Jugosławia          | Druga Savezna Liga    | 23    | 15     |
| 2002/03 | FK Crvena zvezda Belgrad | Jugosławia          | Super liga Srbije     | 0     | 0      |
| 2002/03 | Kolubara Lazarevac       | Serbia i Czarnogóra | Srpska Liga Belgrad   | 8     | 3      |
| 2002/03 | FK Spartak Subotica      | Serbia i Czarnogóra | Srpska Liga Vojvodina | 11    | 14     |
| 2003/04 | FK Crvena zvezda Belgrad | Serbia i Czarnogóra | Super liga Srbije     | 28    | 19     |
| 2004/05 | FK Crvena zvezda Belgrad | Serbia i Czarnogóra | Super liga Srbije     | 25    | 15     |
| 2005/06 | FK Crvena zvezda Belgrad | Serbia i Czarnogóra | Super liga Srbije     | 23    | 11     |
| 2006/07 | FK Crvena zvezda Belgrad | Serbia i Czarnogóra | Super liga Srbije     | 3     | 2      |
| 2006/07 | Racing Santander         | Hiszpania           | Primera División      | 32    | 11     |
| 2007/08 | Valencia CF              | Hiszpania           | Primera División      | 15    | 1      |
| 2008/09 | Valencia CF              | Hiszpania           | Primera División      | 0     | 0      |
| 2008/09 | Racing Santander         | Hiszpania           | Primera División      | 19    | 13     |
| 2009/10 | Valencia CF              | Hiszpania           | Primera División      | 13    | 4      |
| 2010/11 | Birmingham City          | Anglia              | Premier League        | 25    | 5      |
| 2011/12 | Birmingham City          | Anglia              | Championship          | 35    | 11     |
| 2012/13 | Birmingham City          | Anglia              | Championship          | 35    | 9      |
| 2013/14 | Birmingham City          | Anglia              | Championship          | 33    | 8      |
| 2014/15 | Birmingham City          | Anglia              | Championship          | 9     | 0      |